# 中共晋察冀中央局
中共晋察冀中央局是中国共产党在第二次国共战争初期负责晋察冀边区的领导机构。 因最初驻地在五台县，俗称“五台局”。

## 沿革历史
1937年9月平型关战斗后，北方局派遣李葆华（山西省工委组织部长）、王平（八路军野战政治部组织部组织科科长）、刘秀峰（平汉线省委组织部长）在河北阜平地区组建中共晋冀临时省委，书记兼组织部长李葆华，宣传部长刘秀峰，军事部长王平。在阜平简易师范以第二战区名义成立“阜平县民族革命战争战地总动员委员会”，主任王平，副主任（国民党旧县长张仲孚），设宣传、组织、武装、妇女等七八个部，出版油印小报《抗敌》（后沿革为晋察冀军区政治部《抗敌报》，晋察冀分局宣传部《晋察冀日报》）。在阜平的罗荣桓带领的八路军一一五师政治部派遣7、8个老红军干部到阜平县各个区组织区“动委会”，发动群众抓武装，“一切权力归动委会”。1937年11月7日八路军晋察冀军区成立。1937年11月底，中共晋察冀省委在阜平正式成立，由黄敬任晋察冀省委书记，并在各地成立了与各个军分区领导范围相适应的特委，县以下各级党的组织也先后建立起来。1937年11至12月，粉碎了日军2万余人对晋察冀边区“八路围攻”，毙伤日伪军1000余人。1938年1月11日，在河北省阜平县召开晋察冀边区军政民代表大会，选举产生了晋察冀边区行政委员会，宋劭文任主任委员。1938年4月，召开中共晋察冀边区第一次代表大会，传达中共中央洛川会议精神，中共晋察冀省委改为中共晋察冀区委，刘澜涛任书记。1938年11月成立中共晋察冀分局，隶属于北方局。1939年1月，中共中央决定撤销晋察冀分局，成立中共中央北方分局，彭真任书记，辖晋察冀、冀中、冀热察3个区委。
1941年初，聂荣臻任代书记，刘澜涛任副书记。1941年1月北方分局改称中共中央晋察冀分局，书记聂荣臻，副书记程子华、刘澜涛；原晋察冀区党委改称北岳区党委。聂荣臻赴延安参加中共七大时，程子华代理书记。
1944年9月19日，建立冀晋、冀察、冀中、冀热辽4个中共区委员会、行政公署和二级军区。
1945年8月20日，北方局撤销，晋察冀分局升级为中共晋察冀中央局，聂荣臻任书记，刘澜涛、罗瑞卿任副书记。1948年5月9日与晋冀鲁豫中央局合并为华北局。

## 组织机构
- 书记
  - 聂荣臻
  - 代理程子华
  - 聂荣臻
- 副书记
  - 程子华
  - 刘澜涛
  - 罗瑞卿
- 常委  聂荣臻、程子华、罗瑞卿、刘澜涛、萧克、赵振声
- 委员：成仿吾、李运昌、胡锡奎、刘仁、杜理卿、朱良才、詹才芳、赵尔陆
- 秘书长 姚依林/吴德
- 副秘书长周荣鑫
- 组织部
  - 部长赵振声 副部长刘仁
- 宣传部
  - 部长胡锡奎/周扬
- 社会部：1939年3月中共中央派许建国、孙文东、陈树亮、江涛、杨宁、苏育民、郑大堃、伍炯、苏毅然、张友恒、任远、张季良、郭伯诚等人到晋察冀边区筹建社会部和公安机关。
  - 部长许建国
- 城市工作部 ： 1940年春组建城市工作委员会。书记聂荣臻，成员有刘慎之、刘仁、许建国。刘慎之、刘仁先后具体负责城工系统工作。1944年9月改称城市工作部。
  - 部长刘仁。工作人员有刘慎之、周铭。
- 民运部
  - 部长齐一丁/马辉之